# Madarski konjanik
Madarski konjanik je veliki kameni reljef isklesan na platou Madara istočno od Šumena u sjeveroistočnoj Bugarskoj. Reljef prikazuje veličanstvenog konjanika 23 m iznad nivoa zemlje na jednoj gotovo vertikalnoj 100 m visokoj stijeni. Konjanik baca koplje na lava koji leži ispred konjskih nogu, dok pas trči za konjanikom.
Ovaj spomenik se obično pripisuje Protobugarima, nomadskom plemenu ratnika koji su se naselili u sjeveroistočnoj Bugarskoj krajem 7. stoljeća, i poslije mješanja s lokalnim Slavenima stvorili modernu bugarsku naciju.
Oko spomenika su pronađena tri natpisa na grčkom koje profesor Veselin Beševliev u djelu "Prvobugarski natpisi" tumači kao:
- Prvi natpis kana Tervela (695. – 721.):

- Drugi i treći natpisi kana Omurtaga (814. – 831.):

Spomenik je datiran u oko 710. god. i na UNESCO-ovoj je listi svjetske baštine od 1979. godine.